# Nebraska National Guard

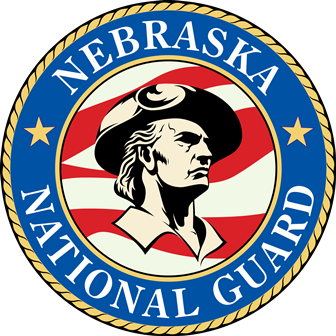
Logo der Nebraska National Guard

Die Nebraska National Guard (NENG) des Nebraska  Department of Military Affairs des US-Bundesstaates Nebraska ist Teil der im Jahr 1903 aufgestellten Nationalgarde der Vereinigten Staaten (akronymisiert USNG) und somit auch Teil der zweiten Ebene der militärischen Reserve der Streitkräfte der Vereinigten Staaten.

## Organisation
Die Mitglieder der Nationalgarde sind freiwillig Dienst leistende Milizsoldaten, die dem Gouverneur von Nebraska (aktuell Pete Ricketts) unterstehen. Bei Einsätzen auf Bundesebene ist der Präsident der Vereinigten Staaten Commander-in-Chief. Adjutant General of Nebraska ist Major general Daryl L. Bohac.
Die Nebraska National Guard führt ihre Wurzeln auf Milizverbände aus dem Jahr 1854 zurück, die mit dem Kansas-Nebraska Act entstanden. Die Air National Guard wurde 1946 gegründet. Die Nationalgarden der Bundesstaaten sind seit 1903 bundesgesetzlich und institutionell eng mit der regulären Armee und Luftwaffe verbunden, so dass (unter bestimmten Umständen mit Einverständnis des Kongresses) die Bundesebene auf sie zurückgreifen kann. Nebraska unterhält zurzeit keine aktive Staatsgarde, die allein dem Bundesstaat verpflichtet wäre. Bei lokalen Krisenfällen können Nationalgardeeinheiten der Nebraska Emergency Management Agency unterstellt werden.
Die Nebraska National Guard besteht aus den beiden Teilstreitkraftgattungen des Heeres und der Luftstreitkräfte, namentlich der Army National Guard und der Air National Guard. Die Nebraska Army National Guard hatte 2017 eine Stärke von 3288 Personen, die Nebraska Air National Guard eine von 968, was eine Personalstärke von gesamt 4256 ergibt.

## Wichtige Einheiten und Kommandos
- Joint Forces Headquarters in Lincoln

### Army National Guard
- 92nd Troop Command

- 67th Maneuver Enhancement Brigade (67th MEB)
- 209th Regiment (Regimental Training Institute) in Camp Ashland

### Air National Guard
- 155th Air Refueling Wing auf der Lincoln Air National Guard Base, Lincoln
- 170th Group auf der Offutt Air Force Base, Omaha